# Charlotte Cooper
Charlotte Reinagle Cooper (* 22. September 1870 in Ealing, England; † 10. Oktober 1966 in Helensburgh, Schottland) war eine englische Tennisspielerin.

## Leben und Karriere
Sie gewann insgesamt fünfmal das Dameneinzel in Wimbledon, das erste Mal im Jahr 1895. Im darauffolgenden Jahr siegte sie zum zweiten Mal und der dritte Triumph folgte 1898. Sie war eine schmale und elegante, aber auch kraftvolle Spielerin und wurde die erste Tennisspielerin, die einen olympischen Wettbewerb gewann. Sie gewann das Dameneinzel bei den Olympischen Spielen 1900 in Paris, wo Frauen zum ersten Mal teilnehmen durften. Ihren zweiten Olympiasieg erreichte sie im Mixed-Doppel mit Reginald Doherty.
Mit 29 Jahren heiratete sie den Tennisspieler Alfred Sterry. In diesem Jahr gewann sie in Wimbledon zum vierten Mal. Nach einer Auszeit für die Familie kam sie 1908 zurück und gewann im Alter von 37 Jahren zum fünften Mal den Titel bei den englischen Meisterschaften. Damit hält sie bis heute den Rekord für die älteste Siegerin. Im Jahr 1912 im Alter von 41 Jahren stand sie zum letzten Mal im Finale in Wimbledon.
Charlotte Cooper Sterry spielte bis in die fünfziger Jahre ihres Lebens weiter Tennisturniere. Ihre Tochter Gwen war Mitglied der britischen Mannschaft im Wightman Cup. Ihr Mann wurde später Präsident der Lawn Tennis Association. Ihr Schwiegersohn Max Simmers war erfolgreicher Rugbyspieler für Schottland. Dessen Sohn mit Gwen Brian Simmers war auch Rugbyspieler für Schottland.
Im Jahr 1966 starb sie im Alter von 96 Jahren und stellt damit den Langlebigkeitsrekord für britische Goldmedaillengewinner auf.